# SUSE Studio ImageWriter
El SUSE Estudio ImageWriter es una herramienta oficial diseñó para crear LiveCD de SUSE y openSUSE. Es parte  del SUSE sistema de creación de Imagen de KIWI y estuvo diseñado para aliviar la creación de LiveUSB sistema con SUSE Estudio. Aun así pueda ser utilizado con estándar openSUSE LiveCD archivos de ISO.

## Características
- Multiplataforma (disponible para Windows y Linux)
- Soporta varias liberaciones openSUSE, así como la mayoría de imágenes de ISO híbridas
- Automáticamente detecta todos los dispositivos  desmontables
- Creación de almacenamiento persistente, para salvar todos los  documentos creados y las modificaciones hicieron al sistema.